# Charmosyna meeki
Charmosyna meeki là một loài chim trong họ Psittacidae.